# Bioanorganische chemie
De bioanorganische chemie is een vakgebied binnen de scheikunde dat zich bezighoudt met moleculen in biologische systemen die één of meerdere metalen bevatten. Hierbij ligt de nadruk voornamelijk op de rol van metaalatomen en -ionen in biochemische processen, zoals bij enzymen. Hoewel hierbij ook vaak gekeken wordt naar geneesmiddelen, waar metalen dikwijls een belangrijke rol spelen, zoals cisplatina bij de kankerbestrijding, spelen metalen ook een belangrijke rol in natuurlijke systemen.
Binnen de bioanorganische chemie wordt zowel meer fundamenteel onderzoek gedaan naar mechanismen als op meer toegepast (medicinaal) niveau.